# Rosemarie Fendel
Rosemarie Fendel, née le 25 avril 1927 à Coblence-Metternich et morte le 13 mars 2013 à Francfort), est une actrice et artiste de doublage allemande qui travailla occasionnellement en tant que scénariste, directrice et professeure de théâtre.

## Biographie
Après avoir pris des cours de théâtre avec Maria Koppenhöfer, Rosemarie Fendel commença sa carrière en 1947 en tant qu’actrice de théâtre à Munich. D'autres représentations furent données à Düsseldorf, Tübingen, Francfort et au théâtre Schiller de Berlin. Elle tourna également dans des productions cinématographiques et télévisuelles et écrivit des scripts pour des films et des jeux télévisés.
En 1948, Rosemarie Fendel commença à travailler activement en tant qu'actrice de doublage. Elle fut pendant longtemps la voix allemande de référence pour l'actrice Elizabeth Taylor (notamment dans Cléopâtre, Les Comédiens ou Victoire à Entebbé) et pour Jeanne Moreau (notamment dans La mariée était en noir ou Viva Maria !) Elle a aussi prêté sa voix à Gina Lollobrigida dans Love, Bread and Fantasy, à Simone Signoret dans Les Diaboliques ou à Angie Dickinson dans L'Ombre d'un géant. Elle fut également la voix off d'Anne Baxter dans l'épisode de Columbo Requiem for a Falling Star (1972).
Rosemarie Fendel est décédée le 13 mars 2013 à la suite d'une brève maladie grave à l'âge de 85 ans dans sa maison de Francfort. Elle vécut ses derniers jours à Frankfurt-Höchst et fut enterrée dans le cimetière de Höchst.

## Filmographie

### Cinéma
- 1949 : Der Ruf
- 1956 : L'Amant capricieux (Die Laune des Verliebten)
- 1962 : Becket ou l'Honneur de Dieu (Becket oder Die Ehre Gottes)
- 1963 : Ein Mann im schönsten Alter
- 1964 : Die Physiker (de) (Die Physiker)
- 1964 : Kommissar Freytag (Der rettende Stempel)
- 1964 : Das Kriminalmuseum (Der Fahrplan)
- 1965 : Das Kriminalmuseum (Die Mütze)
- 1965 : Klaus Fuchs (Geschichte eines Atomverrats)
- 1965 : Das Kriminalmuseum (Das Feuerzeug)
- 1966 : Die fünfte Kolonne (Ein Auftrag für...)
- 1967 : Jacobowsky und der Oberst
- 1967 : Tatouage (Tätowierung)
- 1967 : Alle Jahre wieder
- 1971 : Trotta
- 1972 : Der Italiener
- 1972 : Verdacht gegen Barry Croft
- 1973 : Dream City (Traumstadt)
- 1973 : Tatort (Cherchez la femme oder Die Geister vom Mummelsee)
- 1973 : Im Reservat
- 1974 : Neugierig wie ein Kind
- 1974 : Tatort (Kneipenbekanntschaft)
- 1981 : Der Tod in der Waschstraße
- 1985 : Der Angriff der Gegenwart auf die übrige Zeit
- 1988 : Ödipussi (de)
- 1992 : Schtonk !
- 1994 : Das Schwein (Eine deutsche Karriere)
- 1996 : Polizeiruf 110 (Kleine Dealer, große Träume)
- 1997 : Leine los für MS Königstein
- 1997 : Tatort : Tödlicher Galopp
- 1998 : Silberdisteln
- 1998 : Ich liebe meine Familie, ehrlich
- 1999 : Die Zauberfrau
- 2000 : Bonhoeffer (Die letzte Stufe)
- 2000 : Die Einsamkeit der Krokodile
- 2000 : Polizeiruf 110 (Tote erben nicht)
- 2001 : Die Meute der Erben
- 2002 : Schneemann sucht Schneefrau
- 2003 : Sams in Gefahr
- 2003 : In der Höhle der Löwin
- 2003 : Die Farber der Liebe
- 2003 : Mensch Mutter
- 2006 : Wenn du mich brauchst
- 2006 : München 7 (Heimatlos)
- 2007 : Die Sterneköchin
- 2007 : Das zweite Leben
- 2007 : Pfarrer Braun (Das Erbe von Junkersdorf)
- 2008 : Wenn wir uns begegnen
- 2010 : Die Schwester
- 2011 : Der Staatsanwalt (Amtsmissbrauch)
- 2011 : Idylle en eaux troubles (Am Ende die Hoffnung)
- 2013 : SOKO Wismar (Frau im Schatten)

### Télévision
- 1964-1966 : Der Nachtkurier meldet...
- 1967 : Das Fräulein
- 1968-1970 : Der Kommissar
- 1969 : Dem Täter auf der Spur (Das Fenster zum Garten)
- 1973 : Ein Fall für Männdli
- 1974 : Le Dessous du ciel (Ein Mädchen fällt vom Himmel)
- 1975 : Inspecteur Derrick (Alarm auf Revier 12)
- 1977 : Heinrich Heine
- 1977 : Die Kette
- 1978 : Le Renard (Der Pelikan)
- 1978 : Beate S. (Geschichte einer 20-Jährigen)
- 1979 : Theodor Chindler (Die Geschichte einer deutschen Familie)
- 1984 : Eine Klasse für sich
- 1991 : Haus am See
- 1994-2000 : Der Havelkaiser
- 1994 : Ein unvergeßliches Wochenende... Südfrankreich
- 1996-1997 : Freunde fürs Leben
- 1998 : Das Traumschiff (Argentinien)
- 2001 : Private Lies de Sherry Hormann
- 2001-2002 : Liebe, Lügen, Leidenschaften
- 2005-2008 : Familie Sonnenfeld
- 2013 : Das Adlon. Eine Familiensaga

## Œuvres radiophoniques
- 1959 : Paul Temple und der Conrad-Fall de Willy Purucker, Bayerischer Rundfuck
- 1969 : Alain Franck : Die Wahrheit d'Otto Düben, Süddeutscher Rundfunk
- 1979 : Der Fall Mata Hari d'Otto Kurth, BR
- 1989 : Rückkehr in die Wüste de Norbert Schaeffer, SDR et RIAS Berlin
- 2002 : Zügellos. Adaptation radiophonique d'après le roman Zügellos d'Alexander Schnitzler. Composition : Pierre Oser. Réalisateur : Klaus Zippel. Production : MDR et SWR, 1 CD. Durée : environ 71 minutes. The Audio Verlag, Berlin 2003,  (ISBN 3-89813-266-8)
- 2002 : Edith Nesbit : Die Kinder von Arden (tante Edith) - Réalisateur : Robert Schoen (Kinderhörspiel - SWR)
- 2005 : Frank Conrad: Es ist spät geworden - réalisatrice : Barbara Plensat, Deutschlandradio Kultur, (avec Axel Prahl)[4]
- 2005 : Sibylle Lewitscharoff : 81 - réalisatrice : Christiane Ohaus, DKultur et RB
- 2006 : Rafik Schami : Die dunkle Seite der Liebe - réalisatrice : Claudia Johanna Leist, 4 parties, WDR
- 2011 : Hanns Heinz Ewers : Clarimonde Nach der Erzählung Die Spinne - réalisateur: Uwe Scharek, DKultur
- 2011 : WG Sebald : Austerlitz - Directeur : Stefan Kanis

## Récompenses
- 1972 : Deutscher Filmpreis
- 1973 : Goldene Kamera
- 1974 : Prix Adolf-Grimme pour Im Reservat
- 1999 : Ordre du Mérite : Première Classe
- 2003 : Prix d'honneur du Ministère de Hesse pour réalisations exceptionnelles dans le domaine du cinéma et de la télévision
- 2007 : Prix de la télévision bavaroise
- 2009 : Goetheplakette de la ville de Francfort